# Bernard de Neufmarché
Bernard de Neufmarché was een Normandische edelman die actief was in de beginjaren van de Normandische verovering van Wales.
Bernard begon rond 1088 de verovering van Brycheiniog. In 1093 versloeg hij Rhys ap Tewdwr, de koning van Deheubarth in een slag bij Aberhonddu, waarin deze sneuvelde. Hij bouwde een kasteel en nederzetting bij Aberhonddu, het huidige Brecon. Hiermee lagen Brycheiniog en ook gebieden verder westelijk open voor de Normandiërs, en Bernards mannen bouwden diverse versterkingen in grote delen van Zuid-Wales.
Beranrd overleed rond 1125 en zijn bezittingen gingen over op zijn schoonzoon, Miles van Gloucester.